# ترس دودي

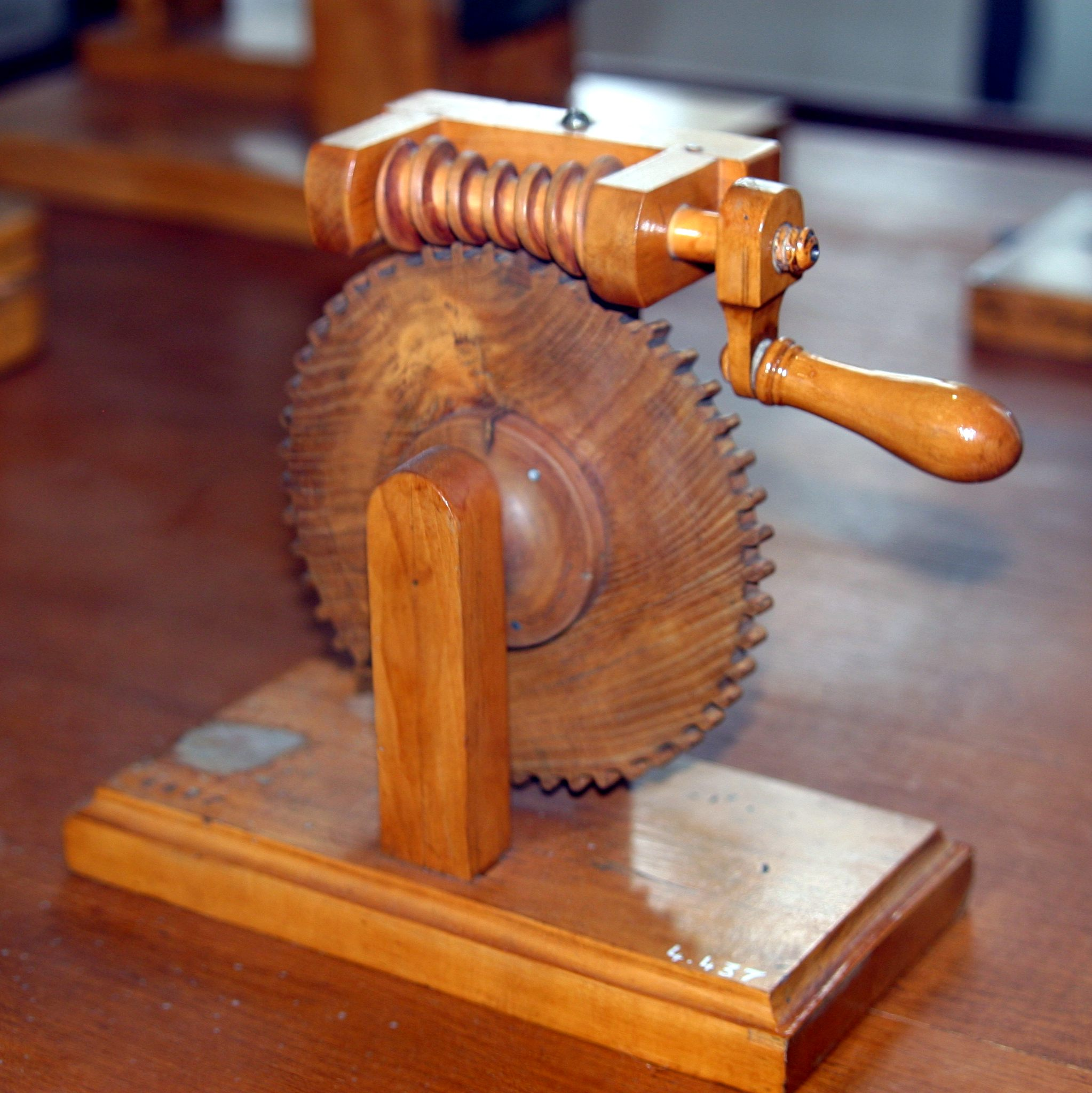
دودة وترس دودي.

الترس الدودي هونظام تروس تتشابك فيه الدودة (وهي ترس على شكل برغي) مع ترس دودي (يشبه في مظهره الترس الأسطواني، ويعرف أيضًا باسم العجلة الدودية). وغالبًا ما يحدث لبس نتيجة الاستخدام غير الدقيق لمصطلح الترس الدودي وذلك إما بالإشارة إلى الدودة أو الترس الدودي أو التدوير الدودي كوحدة.
على غرار أنظمة التروس الأخرى، يمكن للترس الدودي تخفيض سرعة الدوران أو السماح بالانتقال إلى عزم دوران أعلى. وتوضح الصورة قسمًا من صندوق تروس مزود بترس دودي يُدَار باستخدام دودة. وتعتبر الدودة مثالاً لـ البرغي، وهي إحدى الآلات البسيطة الست.

## الشرح

ترس دودي مزودة بدودة رباعية البدء.

يكون صندوق التروس المصمم باستخدام دودة وعجلة دودية أصغر بكثير من نظيره المصنوع من التروس الأسطوانية البسيطة، كما يكون مزودًا بمحاور تدوير متشابكة مع بعضها البعض عند 90 درجة. في الدودة أحادية البدء، ومع كل دورة بمقدار 360 درجة، فإن الترس الدودي يدفع سنًا واحدًا من الترس. لذلك، بغض النظر عن حجم الدودة (على الرغم من الحدود الهندسية المعقولة)، فإن معدل الترس هو "حجم الترس الدودي - إلى 1".
بالنسبة لترس البدء الفردي، سيعمل 20 سنًا من الترس الدودي على خفض السرعة بنسبة 20:1. ومع التروس الأسطوانية، يتوافق الترس المزود بـ 12 سنًا (أصغر حجم مسموح به، إذا تم تصميمه للمهام الهندسية بشكل جيد) مع 240 سنًا من أسنان الترس لتحقيق النسبة نفسها 20:1. لذا، إذا تشابهت الخطوط القطرية لكل ترس، من حيث الحجم المادي للترس المزود بـ 240 سنًا والترس المزود بـ 20 سنًا، فإن نظام التروس الدودي يكون أصغر حجمًا بشكل ملحوظ.

## الأنواع
هناك ثلاثة أنواع مختلفة للتروس يمكن استخدامها في الترس الدودي.
أولها التروس الدودية بلا خانق وهذه التروس ليس فيها خانق أو أخدود، ويتم تدويرها حول محيط الدودة أو العجلة الدودية. وثانيها التروس الدودية أحادية الخانق، حيث يوجد خانق في العجلة الدودية. والنوع الأخير وهو التروس ثنائية الخانق التي تحتوي على ترسين مزودين بخانق. ويمكن دعم الحمولة الأعلى بواسطة هذا النوع من التروس.
تحتوي الدودة المغطاة (الساعة الرملية) على سن أو أكثر ويزداد قطرها من منطقة الوسط باتجاه كلتا النهايتين.
يتكون الترس الدودي مزودج الغطاء من دودات مغطاة تتشابك مع التروس الدودية المغطاة بالكامل. وتعرف أيضًا بالتروس الدودية الكروية.

## اتجاه نقل الحركة
على عكس التروس العادية، فإن اتجاه نقل الحركة (ذراع الإدخال عكس ذراع الإخراج) لا يمكن عكسه باستخدام نسب التخفيض الكبيرة، وذلك بسبب الاحتكاك الكبير بين الدودة والعجلة الدودية عند استخدام الدودة أحادية البدء (لولب واحد). ويمكن الاستفادة من هذه الميزة عند الرغبة في القضاء على أي إمكانية إخراج تتحكم في الإدخال. عند استخدام الدودة متعددة البدء (لولبية متعددة)، ستنخفض النسبة وفقًا لذلك، وقد يستدعي الأمر تخفيض تأثير الكبح للدودة والترس الدودي ليزيد من قدرة الترس على التحكم في الدودة.
وتعرف أنظمة التروس الدودية التي لا يقوم فيها التروس بتدوير الدودة بأنها ذاتية الغلق. وسواء كانت الدودة والترس ذاتيا الغلق يعتمدان على زاوية السبق وزاوية الضغط ومعامل الاحتكاك، فمن الصواب أن نقول أن هذه الدودة والترس سيكونان ذاتيا الغلق تقريبًا إذا كان ظل زاوية السبق أقل من معامل الاحتكاك.

## الاستعمالات والتطبيقات

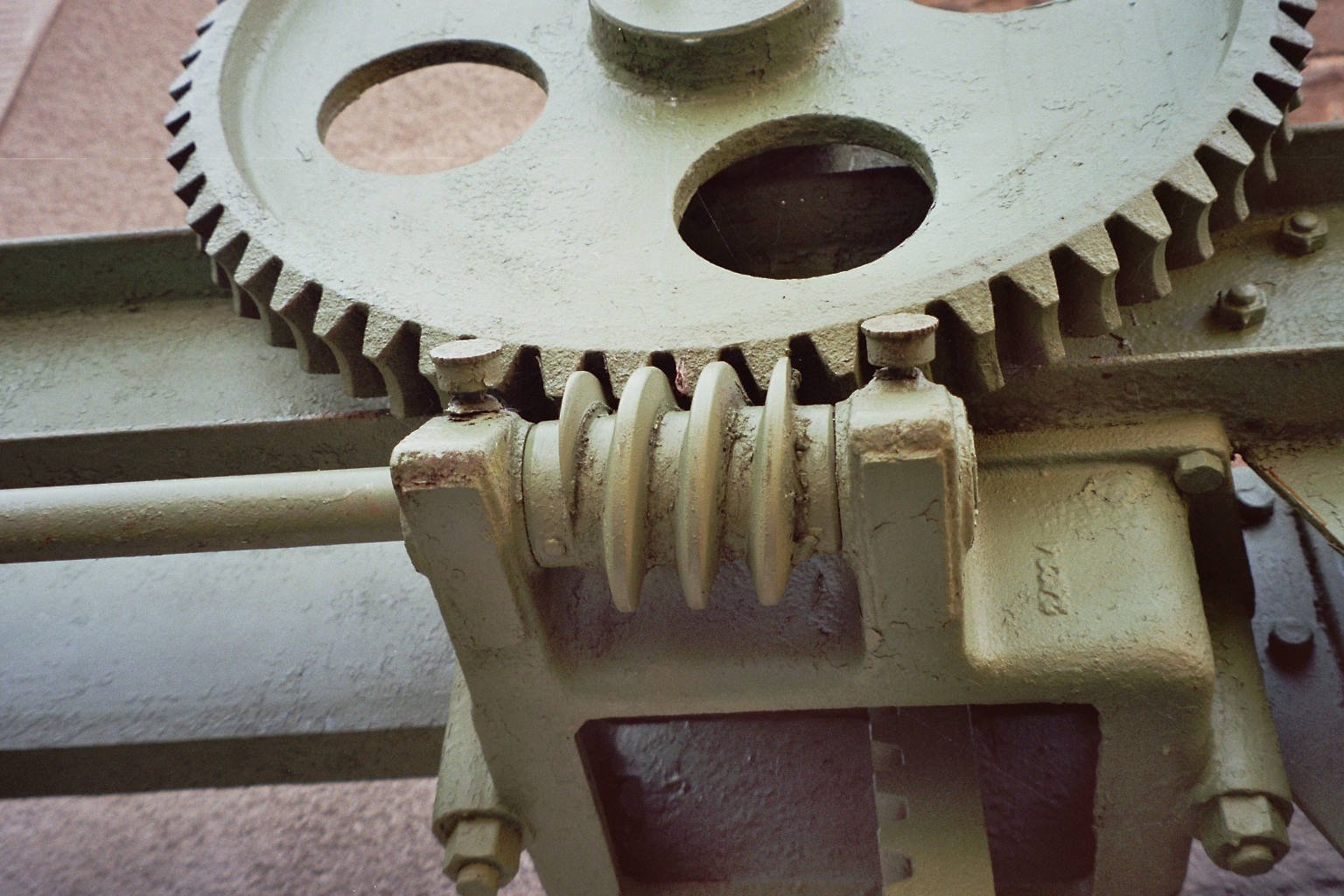
ترس دودي يتحكم في بوابة. ولن يتغير موضع البوابة بعد ضبطه.

في السيارات التي كان يتم تصنيعها في أوائل القرن العشرين وقبل استعمال نظام التوجيه المعزز، كان أثر انخفاض ضغط الهواء فجأة في إحدى العجلات الأمامية أو انفجارها يؤدي إلى لسحب آلية التوجيه في اتجاه جانب الإطار المفرغ من الهواء. وينخفض هذا الأثر نتيجة لاستعمال الترس الدودي. ومن ضمن التطويرات التي تسبب فيها الترس الدودي استعمال محامل التروس الكروية للحد من القوى الاحتكاكية، والسماح بملاحظة بعض قوى التوجيه في العجلة على أنها أداة مساعدة للتحكم في السيارة والتحكم بطريقة كبيرة في خفض الإجهاد المسبب لمشاكل التوجيه بدرجة كبيرة.
تعتبر التروس الدودية إحدى الوسائل صغيرة الحجم لخفض السرعة بدرجة كبيرة وزيادة عزم الدوران. تتميز المحركات الكهربية الصغيرة بوجه عام بأنها عالية السرعة وذات عزم دوران منخفض؛ إضافة إلى ذلك يُزيد الترس الدودي مدى التطبيقات المناسبة لذلك، وخاصة عند معرفة درجة الإحكام للترس الدودي.
تستخدم التروس الدودية في المكابس وفي الدرفلة وفي الناقل الهندسي وفي آلات الصناعات التعدينية وفي الدفات. إضافة إلى رؤوس الفارزة والقواعد الدوارةالموضوعة باستخدام محركات الدودة المزدوجة عالية الدقة مع ارتجاع قابل للتعديل. تستخدم التروس الدودية في العديد من المصاعد (المعروفة في الإنجليزية الأمريكية باسم المصعد) ويستخدم في محرك المصاعد نتيجة لحجمها الصغير والتوافق مع الترس.
في عصر السفن الشراعية، كان استعمال الترس الدودي للتحكم في الدفة تقدمًا عظيمًا. قبل استعمال الترس الدودي، استُخدم الحبل المحرك للتحكم في الدفة، ونتيجة لما تتسبب فيه الأمواج العاتية من قوة كبيرة مؤثرة بذلك على الدفة، فيستلزم الأمر الاعتماد على العديد من الرجال لتوجيه السفينة، مع بعض المحركات ذات العجلات الطويلة القطر للسماح لطاقم السفينة المكون من أربعة رجال فأكثر بتشغيل الدفة.

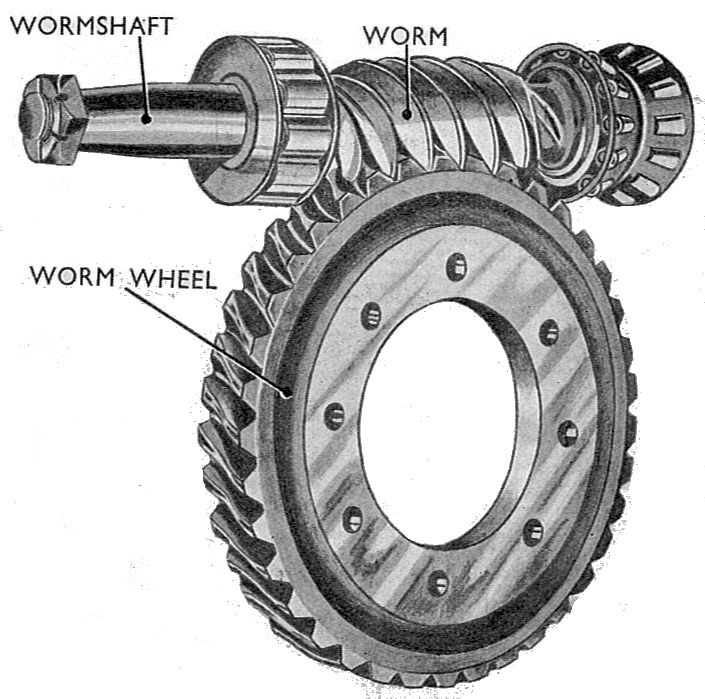
المحرك النهائي لإحدى الشاحنات في الثلاثينيات من القرن العشرين.

استخدمت التروس الدودية في بعض المحاور الخلفية للسيارات على الرغم من عدم وجود الترس التفاضلي في هذه الحقبة الزمنية). واستفادوا من ميزة موقع الترس الموجود إما في أعلى القمة أو في أسفل القاع في عجلة الترس التفاضلي. في العقد الثاني من القرن العشرين، شاع في الحافلات وضع الترس الدودي في القمة لضمان سهولة التحرك على الطرق الموحلة. وفي العشرينيات من القرن العشرين، استخدمتها شركة ستوتز (Stutz) في سياراتها؛ للحصول على طابق أسبق من منافسيها وثُبت هذا الترس في القاع. ومثال على ذلك بيجو 404 التي يعود تاريخها لفترة الستينيات من القرن العشرين. يدعم الترس الدودي الترس التفاضلي، الذي يحمي السيارة من التراجع. وترجع هذه الكفاءة إلى الحاجة الشديدة لتخفيض النسب.
يعتبر الترس التفاضلي من نوع تورسن استثناءً طارئًا على ذلك، حيث تُستخدم الدودات والتروس الدودية الضخمة مكان الترس المخروطي للترس التفاضلي المفتوح بشكل تقليدي. برز الترس التفاضلي من نوع تورسن بدرجة كبيرة في السيارة الحربية المتعددة الأغراض (HMMWV) وبعض سيارات هامر التجارية، وكترس تفاضلي مركزي في بعض أنظمة السيارة الرباعية الدفع، مثل أودي كواترو. في كثير من الأحيان تستخدم الشاحنات الثقيلة جدًا، مثل الشاحنات المستخدمة لحمل مواد البناء الترس التفاضلي لزيادة قوة الشاحنة. لا يعتبر الترس الدودي ذو أثر فعال مثل الترس الهيبودي، ودائمًا ما تحتوي هذه الشاحنات على غطاء كبير للترس التفاضلي، بحجم كبير متطابقًا مع زيت الترس وامتصاص وتبديد الحرارة المعينة.
وتستخدم التروس الدودية كآلية لضبط النغمات في العديد من الآلات الموسيقية، بما في ذلك الجيتار والكمان والمندولين والبوزوكي والعديد من آلات البانجو (على الرغم من أن معظم آلات البانجو المتطورة تستخدم تروس تداورية أو أوتاد احتكاك). يطلق على جهاز ضبط النغمات في الترس الدودي رأس الآلة.
تستخدم التروس الدودية البلاستيكية في كثير من الأحيان في المحركات الكهربائية المُشغلة بالبطاريات، لتوفير مخرج بسرعة زاوية أقل (دورات أقل في الدقيقة) من المحرك، والتي تعمل بطريقة جيدة في السرعة العالية تمامًا. في كثير من الأحيان يستخدم نظام محرك الترس الدودي في لعب الأطفال والأجهزة الكهربائية الصغيرة الأخرى.
يستخدم الترس الدودي في ماسك الخرطوم من نوع يوبيل أو المشابك من نوع يوبيل؛ يحتوي المسمار المشدد على دودة ذات حلق تشترك مع الفتحات على شريط المشبك.
أحيانًا يُصمم الترس الدودي للتشغيل في الاتجاه المعاكس، ناتجًا عن دوران زراع الإخراج بطريقة أسرع من زراع الإدخال. قد تتضح لنا الأمثلة في بعض نابذات مرافق بدء الحركة (المانيفلا) أو أداة ضبط آلة النفخ الموسيقية في أي صندوق موسيقي.

## الدودة اليسرى واليمنى

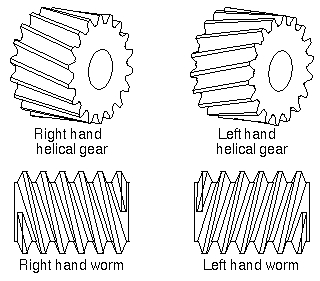
استخدام الترس الحلزوني والدودي.

يعتبر الترس الحلزوني في الناحية اليمنى أو دودة الناحية اليمنى الأداة التي من خلالها تتجه السنون تجاه عقارب الساعة وكأنها تتراجع من مراقب على المحور. تكون الاتجاهات، سواء الناحية اليمنى أو اليسرى، متماثلة في الأداء المتميز للبراغي اللولبية، الداخلية والخارجية على حد سواء. يجب أن يكون الترسان الحلزونيان الخارجان المشغلان على المحاور المتوازية من جانبين معاكسين. ويجب أن يكون الترس الحلزوني الداخلي وترسه الصغير من نفس الناحية.
يعتبر الترس الحلزوني في الناحية اليمنى أو دودة الناحية اليمنى هو الأداة التي من خلالها تتجه السنون عكس عقارب الساعة وكأنها تتراجع من مراقب على المحور.

## التصنيع
تكون العجلات الدودية في البداية مشقوقة لجعل الأسنان خشنة وبعد ذلك مخددة للأبعاد النهائية.